# Chum Creek
Chum Creek is een plaats in de Australische deelstaat Victoria. In 2006 telde Chum Creek 848 inwoners.